# Euphorbia superans
Euphorbia superans là một loài thực vật có hoa trong họ Đại kích. Loài này được Nel ex A.G.J.Herre mô tả khoa học đầu tiên năm 1950.